# Paronychia jonesii
Paronychia jonesii är en nejlikväxtart som beskrevs av M. C. Johnston. Paronychia jonesii ingår i släktet prasselörter, och familjen nejlikväxter. Inga underarter finns listade i Catalogue of Life.